# إسماعيل حمايدات
إسماعيل حمايدات (بالهولندية: Ismail H'Maidat)‏ (ولد في 16 يناير 1995) هو لاعب كرة قدم هولندي المولد مغربي الأصل. يلعب كوسط ميدان مهاجم لصالح نادي فيسترلو في الدرجة الأولى ب في بلجيكا، إعارة من نادي روما في إيطاليا.

## روابط خارجية
- إسماعيل حمايدات على موقع قاعدة بيانات كرة القدم.إي يو (الإنجليزية)
- إسماعيل حمايدات على موقع ناشيونال فوتبول تيمز (الإنجليزية)
- إسماعيل حمايدات على موقع Soccerway.com (الإنجليزية)
- إسماعيل حمايدات على موقع AS.com (الإسبانية)